# 許添枝
許添枝（1912年—1995年），中華民國（台灣）警察、政治人物，福佬籍人。中國國民黨籍，曾任臺東縣議會副議長、議長，1973年當選增額立法委員。

## 早年生平
許添枝原籍雲林縣，世居臺東縣。日治時期曾任壯丁團長、高等刑事、派出所所長。戰後，1947年二二八事件發生時曾出任成功鎮青年團長，將自警察所接收的槍枝存放倉庫，並協助維持地方秩序。

## 政途
許添枝後當選臺東縣議會第二屆縣議員，1952年在議長吳金玉出任縣長後，空出議長一職。12月議長選舉中，雖然國民黨支持黃拓榮競選議長，然而「吳派」卻未支持同為客家人的黃拓榮，反而暗挺福佬籍許添枝（國民黨籍），雖然在國民黨縣黨部施壓下，迫使許添枝公開放棄競選。然在在投票時，在「吳派」暗助下出人意料由許添枝獲得三分之二票數當選議長，:340雖然最後在國民黨利用休會的五分鐘空檔，軟硬兼施運作下使許添枝宣布辭去議長，傳出膾炙人口的「許添枝大哭辭退議長」、「許添枝痛哭辭退議長」一幕趣劇。:59:340但由於黃拓榮是在難堪的立場下出任議長，除了對吳金玉恨之入骨外，:340也開啟了「吳派」及「黃派」的惡鬥。:268後來許添枝出任臺東縣議會副議長一職，1955年第三屆議會中再度連任副議長。在黃拓榮當選臺東縣長後，許添枝才在1958年第四屆議會當上議長，連任第五、六屆臺東縣議會議長。
1964年第五屆臺東縣長選舉時，許添枝曾向國民黨登記，爭取縣長提名。然而許添枝因貨車漏稅案而官司纏身，:268最終國民黨並未提名許添枝，提名了臺東鎮長張振雄。
1972年第一次立委增額選舉中，許添枝代表中國國民黨在台灣省第六選區（花、東）參選，當選增額立法委員。1973年報到，為第一屆第一、二次增額立法委員。1976年連任，1981年卸任。